# Le Scandale de Monte-Carlo
Le Scandale de Monte-Carlo est une comédie en trois actes de Sacha Guitry, créée au théâtre du Gymnase le 22 avril 1908.

## Distribution de la création
- Armand Davégna : Abel Tarride
- Paul Hebert : Charles Dechamps
- Lucien Aveze : Jean Dax
- Le commissaire : Edmond Bauer
- Monsieur Alexis : Chambaz
- Henri : Paul-Edmond
- La comtesse Davégna : Marie Magnier
- Rosette Vignon : Alice Clairville
- Marguerite Davégna : Marguerite Montavon
- Céline : Claudia
- Madame X : Lydia Buck
- La bonne : De Massol
- Le comte de Monte-Carlo:Jean Baptiste de Poquelin by IARO